# Trojvrší

Trojvrší na státním znaku Slovenska

Trojvrší je symbolické seskupení tří kopců či hor, které nachází svůj odraz např. v heraldice.
Význam trojvrší se také někdy vykládá jako Golgota, či trojstupňová pyramida (výklad symbolu jako symbolu Svaté trojice), jakýsi fundament pro dvojramenný byzantský kříž, tento znak se poprvé objevoval v Byzanci, uvádí ho ve své publikaci Bauer (roku 1983). Tato Bauerova byzantská ilustrace s „hranatou formou“ (pyramidální) trojvrší pochází z roku 985 a ukazuje kříž umístěný na několikastupňové pyramidě na stole během koncilu v Nikaii v roce 787.

## Velkomoravská symbolika
Tři kopce, Holý kopec, Buchlov a Modla, jsou výrazným orientačním bodem na obchodní trase od Jadranu k Baltu, tzv. Jantarové stezky. Nachází se v pohoří Chřiby, které působilo jako přírodní hradba oblasti velkomoravské lokality Staré Město–Sady. Dodnes má svoji vysokou vizuální kvalitu, popisovanou kupř. v lidových písních.
Tyto „majáky“ symbolizovaly obchodní a kulturním centrum tehdejší Velkomoravské říše, jejímž úkolem byl rozmach nejen civilizační, ale především duchovní a kulturní. Metoděj sloužil liturgie novým liturgickým jazykem, staroslověnštinou, což poukazuje na důležitost jeho misie, musel také nový liturgický jazyk obhajovat v Římě. Staroslověnština byla teprve čtvrtým liturgickým jazykem používaných v křesťanské církvi, po hebrejštině Ježíše Krista, řečtině Svatého Pavla a latině prvních křesťanů v katakombách římské metropole. V okolí Uherského Hradiště, Starého Města, Velehradu a Zlechova se traduje, že tato dominanta nad metropolí zakotvila v povědomí tehdejších obchodníků, řemeslníků a vůbec původních obyvatel tohoto prvního státního útvaru na území této části střední Evropy, že mohla být bájným předobrazem známého trojvrší, které dnes používá kupř: Slovensko či Maďarsko jako státního znaku.

## Uherská symbolika
Maďarský výklad Magyarország fontos hegyeivel – Tátra, Mátra, Fátra (památné hory Maďarska, výklad je populární i na Slovensku) pochází nejdříve ze 16. století či 17. století a široce populárním se stal v 19. století během „maďarského obrození“ a Rakousko-uherského vyrovnání. Tento „původ“ vznikl jako protiklad k pruhům uherského znaku, což byly opět symbolizované maďarské řeky: Dunaj, Tisa, Dráva, Sáva. Je zcela prokázané, že „horské pojetí“ Mátra – Tátra – Fátra není původní význam tohoto symbolu. Tato umělá maďarská nacionalistická interpretace Magyarország fontos hegyeivel působí také proti zákonům heraldiky. Základním principem heraldiky je vždy zobrazování konkrétní reálie (předmět: loď, zvíře: lev, hora: Zelená hora atd.), nikoliv abstraktní trojice celých velkých pohoří vzdálených několik set kilometrů.
Dříve (za uherského krále Ondřeje III. (1290–1301), který pobýval jistý čas v Benátkách) se objevovalo trojvrší i jako trojice skal (užíváno jeho manželkou), či jako jeden velký oblouk. Na slovenském území tento znak používala pouze obec Skalica asi od 13. století, není vyloučeno, že i dříve. V devadesátých letech 20. stol. se snažila slovenská strana heraldiků o jiné výklady, kromě Golgoty se objevila také „koruna“, což byl původně význam symbolu spojovaný s uherským králem Václavem, synem českého krále Václava II., který při korunovaci za uherského krále přijal jméno Ladislav V. Ten je také některými historiky označován, ze „dovozce“ erbu z Čech do Uherska, tzv. „česká cesta“ nebo „západní cesta“ původu tohoto symbolu.
Na Slovensku se objevily také další různé výklady pohoří, kupř. Žibrica a Zobor s Pyramídou, trojice z pohoří Tribeč blízko Nitry a další, většinou nějakým způsobem historicky spojené s Velkou Moravou.